# Ahn So-hee
Ahn So-hee (안소희?, 安昭熙?, An So-huiLR, An SohŭiMR; Seul, 27 giugno 1992) è una cantante, attrice e modella sudcoreana.
È stata membro del gruppo musicale Wonder Girls dal 2007 al 2015.

## Biografia
Ahn So-hee è nata il 27 giugno 1992 a Seul, in Corea del Sud. È stata selezionata dalla JYP Entertainment dopo un'audizione all'età di dodici anni e in seguito ha iniziato il proprio periodo di allenamento. Durante questo tempo, assieme a Yeeun e Sunmi, ha eseguito una cover del singolo "Together Again" dell'artista pop-R&B statunitense Janet Jackson.

### Cantante
Dopo alcuni anni di allenamento, nel 2007, ancora prima di aver compiuto il quindicesimo anno di età, Ahn So-hee fece il proprio debutto come membro delle Wonder Girls, gruppo musicale sotto contratto con la JYP Entertainment. Il gruppo esordì con il singolo "Irony" e Ahn So-hee assunse il ruolo di ballerina principale e cantante della girl band.
Nel 2013, attraverso un comunicato ufficiale rilasciata dalla JYP Entertainment, fu annunciato che Ahn So-hee non avrebbe rinnovato il proprio contratto con l'etichetta discografica, sollevando dubbi riguardo alla sua permanenza come membro delle Wonder Girls. Il suo contratto con la compagnia scadde il 21 dicembre 2013.
Il 24 giugno 2015 la JYP Entertainment annunciò il ritorno come quartetto delle Wonder Girls, previsto per il mese di agosto, dopo una pausa di tre anni. Tramite una lettera pubblicata ai propri sostenitori, Ahn So-hee dichiarò ufficialmente il suo allontanamento dal gruppo dopo otto anni per focalizzarsi sulla propria carriera da attrice. Anche il membro originale e leader Sunye annunciò il proprio abbandono, per focalizzarsi sulla propria famiglia.

### Attrice
Ha debuttato all'età di 14 anni con un ruolo minore in un cortometraggio: '  The Synesthesia for Overtone Construction." diretto da Yu Dae-Eol nel 2004. Interpretava una ragazza sorda.
All'inizio del 2008 ha debuttato al cinema al fianco di Lee MinSeok e Kim MinHee nella commedia romantica 'Hellcats', film diretto da Kwon Chil-In. Il film è tratto da un famoso fumetto coreano, 10,20 and 30 e parla del punta di vista che hanno le donne coreane moderne sull'amore e sulla vita. Durante le riprese si è ferita cadendo da una moto in movimento, con la conseguente rottura dei legamenti della gamba.
Nel 2014, dopo la scadenza del suo contratto con la JYP Entertainment, Ahn So-hee stilò un contratto con la BH Entertainment.
Agli inizi del 2012 ha partecipato alla campagna Good Download, assieme a note personalità del mondo della musica e del cinema come Yunho dei TVXQ, Nichkhun dei 2PM, Sulli delle f(x), Lee Min-jung, Jang Hyuk, Park Joong-hoon ed Ahn Sung-ki.

## Immagine pubblica
Oltre alla carriera da cantante e attrice, Ahn So-hee ha mostrato grande interesse anche nel campo della moda. È stata inclusa in numerose riviste femminili e di moda, come Numero, Vogue, Elle Girl, Cosmopolitan, CeCi, Dazed & Confused, Oh Boy!, Marie Claire e W.
Nel 2011 è stata scelta come uno dei nuovi volti per la linea di cosmetici della Lancôme chiamata "Visionnaire". Ha ricevuto inoltre i complimenti da parte dell'azienda, che ha evidenziato come avesse "di natura sicurezza in sé", oltre che "abilità nell'usare espressioni facciali adeguate" e maturità in campo professionale.
Agli inizi del 2012 ha partecipato alla campagna Good Download, assieme a note personalità del mondo della musica e del cinema coreani. Ha inoltre prestato il proprio volto per l'azienda di cosmetici canadese M.A.C Cosmetics. Nel medesimo anno, è stata scelta dalla casa di moda statunitense Tommy Hilfiger come modella per il 2012.

## Filmografia

### Cinema
- Train to Busan (부산행), regia di Yeon Sang-ho (2016)

### Televisione
- Entourage – serie TV (2016)
- Eurachacha Waikiki (으라차차 와이키키) – serie TV (2019)
- Missing: Geudeur-i iss-eotda (미씽: 그들이 있었다?) – serie TV (2020)
- Trentanove (서른, 아홉?, Seoreun, ahopLR) – serie TV (2022)

## Discografia
Per le opere con le Wonder Girls, si veda Discografia delle Wonder Girls.

### Collaborazioni
- 2008 - Cry With Us (con artisti vari)
- 2008 - I Love Asia (con artisti vari)
- 2010 - This Christmas (con la JYP Nation)
- 2011 - Hands Up (con i 2PM)
- 2014 - Girls Girls Girls (con i GOT7)